# Wolvengat
Wolvengat, nota anche come Viljoenshof, è una località abitata sudafricana situata nella municipalità distrettuale di Overberg nella provincia del Capo Occidentale.

## Geografia fisica
Il piccolo centro abitato sorge a circa 6 chilometri a sud della cittadina di Elim e a circa 35 chilometri a sud-ovest della città di Bredasdorp.